# POU3F1
POU3F1‏ (POU class 3 homeobox 1) هوَ بروتين يُشَفر بواسطة جين POU3F1 في الإنسان.